# Lycosa nigrotibialis
Lycosa nigrotibialis este o specie de păianjeni din genul Lycosa, familia Lycosidae, descrisă de Simon, 1884. Conform Catalogue of Life specia Lycosa nigrotibialis nu are subspecii cunoscute.